# Elinor Fair

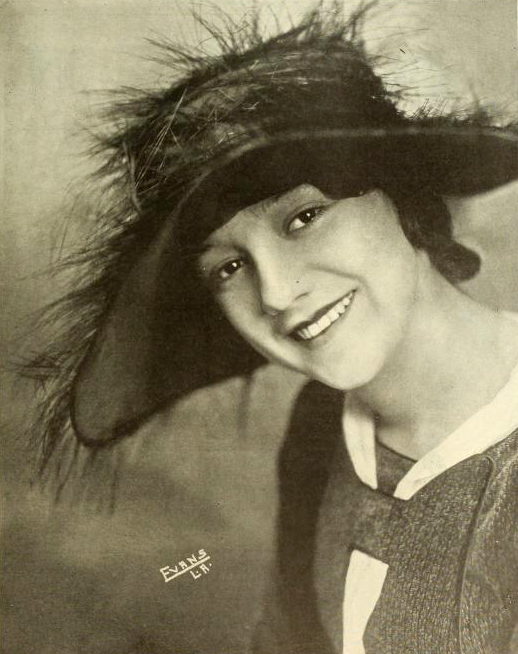
Elinor Fair 1919

Elinor Fair (* 21. Dezember 1903 in Richmond als Eleanore Virginia Crowe; † 26. April 1957 in Seattle) war eine US-amerikanische Filmschauspielerin. Sie war eine vielbeschäftigte Darstellerin der Stummfilm- und frühen Tonfilmzeit, die zwischen 1919 und 1934 in 53 Filmen spielte.

## Leben und Wirken
Sie war die Tochter von Harry und Helen Crowe († 1945) und hatte einen älteren Bruder Donald, der bereits 1904 im Alter von zwei Jahren verstorben ist.
Ihre ersten Bühnenerfahrungen machte sie bereits als Kind in Vaudeville-Theatern.
Fair wurde von Fox Film unter Vertrag genommen und ihren ersten Film The End of the Trail unter der Regie von Oscar Apfel drehte sie im Jahr 1916 im Alter von zwölf Jahren. Unter der Regie von Apfel folgten die Filme, The Fires of Conscience (1916), The Price of Her Soul (1917) und The Turn of a Card (1918). Zu Beginn ihrer Karriere wurde sie in den Credits auch als Eleanore Crowe, Eleanore Fair und Lenore Fair aufgeführt. Weitere Filme folgten, in denen sie zunehmend Hauptrollen erhielt, so dass ihre Karriere immer erfolgreicher verlief. 1924 wurde sie als vielversprechender Jungstar unter die WAMPAS Baby Stars des Jahres gewählt.
Auf dem Höhepunkt ihrer Karriere lernt sie während der Dreharbeiten zu dem Film Der Wolgaschiffer den Schauspieler William Boyd kennen und lieben. Am 13. Januar 1926 heirateten die beiden. Weitere Filme an der Seite ihres Ehemanns waren Jim, the Conqueror (1926) und Rivalen des Ozeans (1927). Die Ehe wurde am 16. November 1929 geschieden.
Ab 1933 näherte sich ihre Filmkarriere langsam dem Ende und sie wurde in immer weniger Filmen eingesetzt. Zuletzt wurde sie nicht einmal mehr in den Credits genannt. Mit der Schauspielerin, die bis zu 2.500 $ die Woche verdient hatte, ging es nun stetig bergab. Im Jahr 1934 heiratet sie Thomas W. Daniels. Die Scheidung erfolgte schon im Juni des darauffolgenden Jahres.
Sie wohnte mit ihrer Mutter zusammen in einem bescheidenen Apartment und wurde 1936 mittellos auf die Straße gesetzt. Zeitweilig war sie obdachlos und wurde von der Polizei aufgegriffen. Darüber hinaus verschlechterte sich ihr Gesundheitszustand. Übergangsweise wurde sie mit Geldern aus dem Motion Picture Relief unterstützt. Sie ging noch von 1941 bis 1944 eine dritte Ehe mit einem Jack White ein und zwischen 1945 und 1957 heiratete sie zum vierten Mal, einen gewissen Martin.
Alkoholkrank, verarmt und vergessen starb sie mit 53 Jahren im King County Hospital in Seattle an Leberzirrhose.
Bekannte Regisseure, mit denen sie drehte, waren u. a. Cecil B. DeMille, John Ford, Alan Crosland und James W. Horne. Zu ihren Filmpartnern zählten Belle Bennett, Betty Blythe, Clara Kimball Young, Wallace Beery, Hedda Hopper und Henry B. Walthall.

## Filmografie
- 1916: The End of the Trail
- 1916: The Fires of Conscience
- 1917: The Price of Her Soul
- 1918: The Turn of a Card
- 1918: The Reckoning Day
- 1918: The Road Through the Dark
- 1919: Tin Pan Alley
- 1919: Vagabond Luck
- 1919: The Lost Princess
- 1919: The Miracle Man
- 1919: Love Is Love
- 1919: Be a Little Sport
- 1919: Words and Music by -
- 1919: Married in Haste
- 1919: The End of the Game
- 1920: Broadway and Home
- 1920: Kismet
- 1920: Occasionally Yours
- 1920: The Girl in Number 29
- 1921: The Policeman and the Baby (Kurzfilm)
- 1921: Cold Steel
- 1921: Die kleine Mutter (Through the Back Door)
- 1921: It Can Be Done
- 1922: Dangerous Pastime
- 1922: Big Stakes
- 1922: White Hands
- 1922: The Ableminded Lady
- 1923: The Eagle's Feather
- 1923: The Mysterious Witness
- 1923: Has the World Gone Mad!
- 1923: Driven
- 1923: One Million in Jewels
- 1924: The Law Forbids
- 1925: Flyin' Thru
- 1925: Timber Wolf
- 1925: The Wife Who Wasn't Wanted
- 1925: Gold and the Girl
- 1926: Jim, the Conqueror
- 1926: That Girl Oklahoma
- 1926: Trapped (Kurzfilm)
- 1926: Bachelor Brides
- 1926: Der Wolgaschiffer (The Volga Boatman)
- 1927: Rivalen des Ozeans (The Yankee Clipper)
- 1927: My Friend from India
- 1928: Let 'Er Go Gallegher
- 1929: Sin Town
- 1932: The Night Rider
- 1932: 45 Calibre Echo
- 1933: Midnight Club
- 1934: Bolero
- 1934: Die scharlachrote Kaiserin (The Scarlet Empress)
- 1934: Whom the Gods Destroy
- 1934: Broadway Bill